# Лиси (Мцхетский муниципалитет)
Лиси (груз. ლისი) — село в Грузии, на территории Мцхетского муниципалитета края (мхаре) Мцхета-Мтианети.

## География
Село находится в центральной части Грузии, к западу от озера Лиси, на расстоянии приблизительно 9 километров (по прямой) к югу от города Мцхета, административного центра края и муниципалитета. Абсолютная высота — 828 метров над уровнем моря.

## Население
По результатам официальной переписи населения 2014 года в Лиси проживало 598 человек (293 мужчины и 305 женщин). В национальной структуре населения грузины составляли 98,8 %, азербайджанцы — 0,8 %.
| Год  | Население, человек |
| ---- | ------------------ |
| 2002 | 375                |
| 2014 | ↗ 598              |